# Salix warburgii
Salix warburgii är en videväxtart som beskrevs av Karl Otto von Seemen. Salix warburgii ingår i släktet viden, och familjen videväxter. Inga underarter finns listade i Catalogue of Life.